# Леслі Бордмен
Леслі Бордмен (англ. Leslie Boardman, 2 серпня 1889 — 23 листопада 1975) — австралійський плавець.
Олімпійський чемпіон 1912 року.